# إريك فيشر (لاعب كرة قدم)
إريك فيشر (بالألمانية: Erich Fischer)‏ (31 ديسمبر 1909 ببفورتسهايم في ألمانيا - 1 ديسمبر 1990) هو لاعب كرة قدم ألماني في مركز الهجوم. شارك مع منتخب ألمانيا لكرة القدم. أما مع النوادي، فقد لعب مع نادي بفورتسهايم .1.

## وصلات خارجية
- إريك فيشر على موقع قاعدة بيانات كرة القدم.إي يو (الإنجليزية)
- إريك فيشر على موقع ناشيونال فوتبول تيمز (الإنجليزية)
- إريك فيشر على موقع عالم كرة القدم.نت (الإنجليزية)